# Нергор, Пьер Поль
Пьер Поль Фердинанд де Мурье Нергор (Pierre Paul Ferdinand Mourier de Neergaard, Нюборг, 19 февраля 1907 года — Копенгаген, 13 ноября 1987 года) — датский учёный агроном и эсперантист.
Нергор считается отцом патологии семян растений. Он придумал этот термин вместе с Мари Нобле (Mary Noble) в 1940-х годах.
Нергор занимал пост директора датского правительственного Института патологии семян для развивающихся стран (Danish Government Institute of Seed Pathology for Developing Countries) в Копенгагене. С 1956 по 1974 год он занимал пост председателя комитета по болезням растений Международной ассоциации по тестированию семян (International Seed Testing Association, ISTA). Во время его пребывания на посту председателя ISTA, он помог стандартизировать методы обнаружения грибковых покрытий семян.
Нергор является автором двухтомного труда под названием «Патология семян» (1977), которое ориентировано на широкое изучение вопросов, касающихся патологий семян, экономической значимости устранения болезней семян. Этот капитальный труд послужил в качестве справочного и учебного стандарта для науки, изучающей патологию семян во всем мире.
Нергор был профессором в университетах в Бейрута (Ливан) и Майсура, был членом нескольких национальных академий и международных обществ.
Нергор был активным пропагандистом международного языка эсперанто. Он был членом Академии эсперанто, опубликовал несколько книг о науке и лингвистике на эсперанто, был редактором журнала по лингвистике «Исследования Эсперанто» (1949—1961).

## Книги
- Семенная патология, два тома
- 1.-15. Årsberetning fra J. E. Ohlsens Enkes plantepatologiske laboratorium.

### На языке эсперанто
- Atakoj kontraŭ ĝardenplantoj
- La vivo de la plantoj (Жизнь растений)
- Terminaro Hortikultura (на шести языках)
- Eta Krestomatio
- Tra Densa Mallumo
- Fremdvortoj en Esperanto
- Scienco kaj Pseŭdoscienco pri Heredo kaj Raso  Архивная копия от 23 марта 2017 на Wayback Machine
- La Esperantologio kaj ties Disciplinoj. Taskoj kaj Rezultoj